# سد دهوك

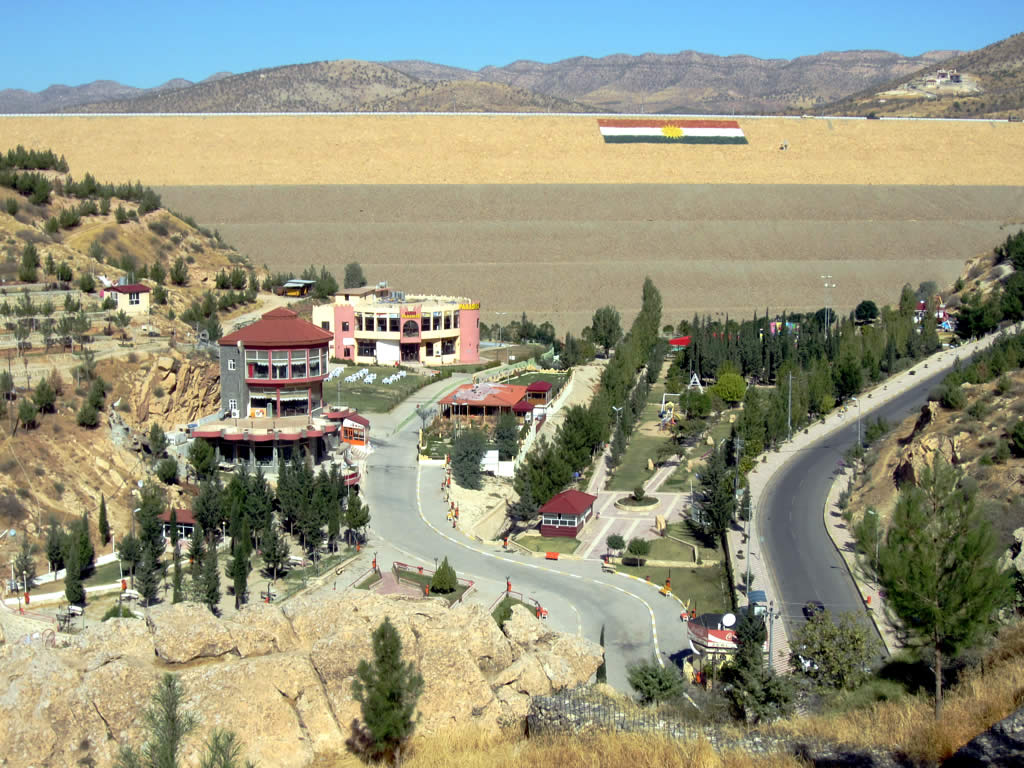

سد دهوك (بالكردية: بەنداوی دھۆک، Bendava Dihokê‏) هو سد يقع في محافظة دهوك، كردستان العراق. على بعد 2 كم شمال مدينة دهوك على نهر دهوك نوع السد ترابي إملائي يبلغ ارتفاعه 60.5 م عن الأرض الطبيعية و64 م من خندق الأساس وطول قمة السد 613 مترا وعرضها 9 أمتار بمنسوب 619.73 م فوق سطح البحر في حين يبلغ عرض قاعدة السد 200 متر سعة الخزن الحي للسد 47.51 مليون مترا مكعبا في حين تبلغ سعة الخزن الميت 4.39 مليون مترا مكعبا، يتضمن العمل به إنشاء قناة مبطّنة بطول 14.650 كيلومترا وذلك لإرواء أراضي تقدّر مساحتها ب 16000 دونم والغرض من إنشاء القناة هو أخذ مياه الإرواء من مؤخر نفق الري في سد دهوك لتغذية 27 مأخذا إنبوبيا متفرعا لإرواء أراضي المشروع. تم إنجازه عام1988.[بحاجة لمصدر]